# Lof (plechtigheid)

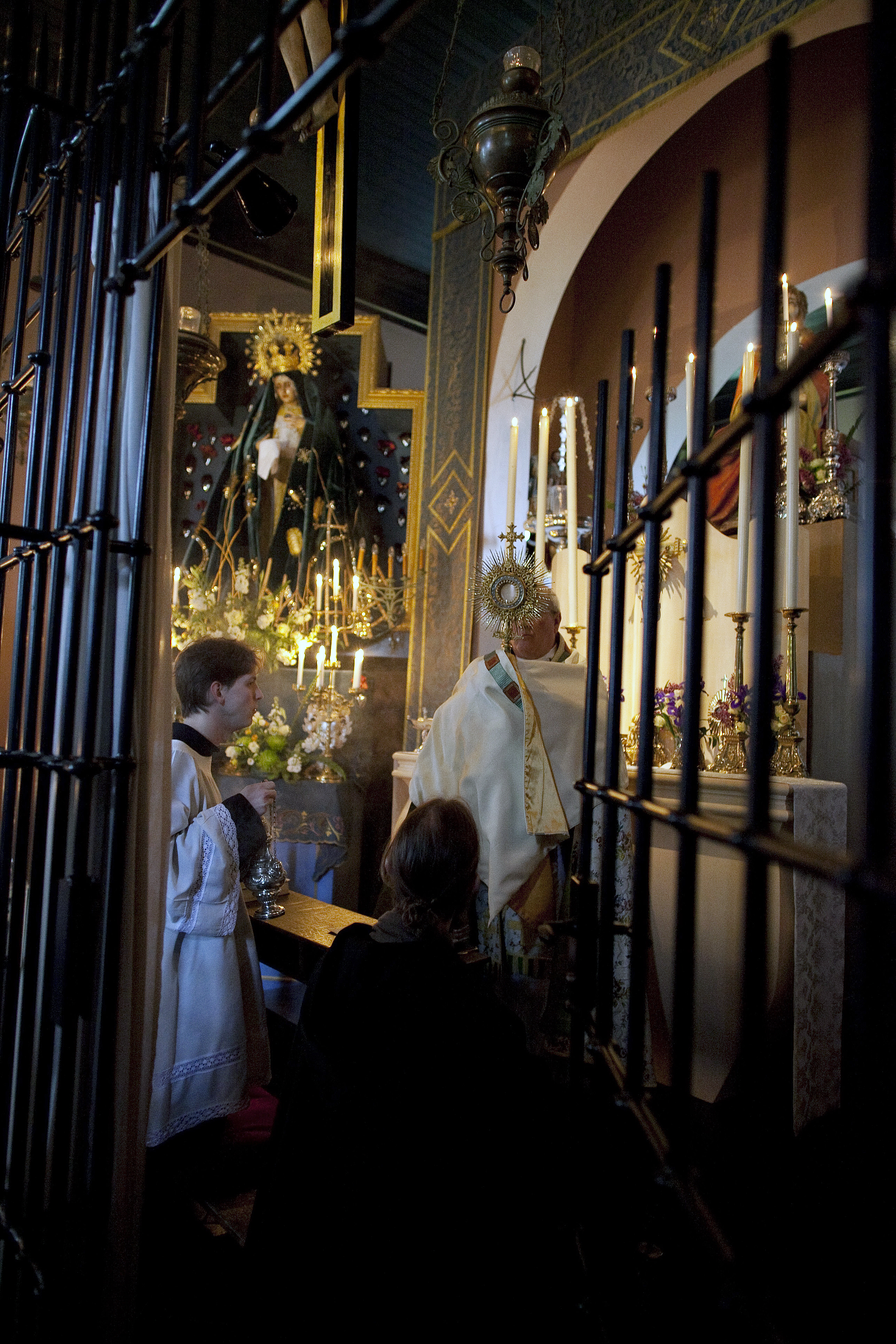
Plebaan Wagenaar van de Groninger kathedraal geeft de zegen met het Allerheiligste tijdens een bedevaartlof in Warfhuizen

Het lof is de benaming voor een katholieke gebedsdienst met zang, waarbij het Allerheiligste (het Lichaam van Christus in de vorm van de hostie) aanbeden wordt. Tijdens het lof vindt geen eucharistie plaats en om die reden is het lof geen mis.

## Geschiedenis
De gewoonte om lof te houden dateert uit de dertiende eeuw en raakte wijd verspreid in de vijftiende en zestiende eeuw. Na het Tweede Vaticaans Concilie (1962-1965) nam de viering van het lof op vele plaatsen af, of verdween geheel uit het kerkelijk leven.

## Beschrijving
Lof wordt gewoonlijk gevierd op zondagen en kerkelijke feestdagen, meestal 's middags. Centraal staat de aanbidding van het Allerheiligste. Op het altaar staat een monstrans uitgestald met een geconsacreerde hostie. Volgens de katholieke leer is het brood tijdens de consecratie getranssubstantieerd in het Lichaam van Christus. Een gelovige katholiek aanbidt dus in zijn/haar optiek niet het stukje brood in de monstrans, maar Jezus zelf.
Tijdens een groot deel van het lof blijft de aanwezige priester passief. In sommige gevallen neemt hij plaats in een van de kerkbanken en aanbidt, samen met de andere gelovigen, het Lichaam van Christus. Het hoogtepunt van de dienst is het moment waarop de priester de monstrans van het altaar neemt, zich naar het volk toekeert en met de monstrans een plechtig kruisteken maakt.
Gebruikelijke gezangen tijdens het lof zijn de hymnes Adoro te devote en Tantum Ergo, die worden toegeschreven aan de heilige Thomas van Aquino. Een andere hymne is het Ave verum corpus.
Overigens wordt ook vaak een Marialof gevierd, dat geheel gewijd is aan de Heilige Maagd.